# Eduard Spercjan
Eduard Spercjan (ur. 7 czerwca 2000 w Stawropolu) – armeńsko-rosyjski piłkarz, występujący na pozycji pomocnika w rosyjskim klubie FK Krasnodar oraz w reprezentacji Armenii.

## Statystyki

### Klubowe
Na podstawie:
| Klub           | Sezonów | Liga             | Liga  | Liga   | Puchar krajowy | Puchar krajowy | Kontynentalne | Kontynentalne | Suma  | Suma   |
| Klub           | Sezonów | Liga             | Mecze | Bramki | Mecze          | Bramki         | Mecze         | Bramki        | Mecze | Bramki |
| -------------- | ------- | ---------------- | ----- | ------ | -------------- | -------------- | ------------- | ------------- | ----- | ------ |
| FK Krasnodar 3 | 2       | Wtoroj diwizion  | 13    | 1      | 0              | 0              | –             | –             | 13    | 1      |
| FK Krasnodar 2 | 1       | Wtoroj diwizion  | 11    | 1      | 0              | 0              | –             | –             | 74    | 17     |
| FK Krasnodar 2 | 3       | Pierwyj diwizion | 63    | 16     | 0              | 0              | –             | –             | 74    | 17     |
| FK Krasnodar   | 5       | Priemjer-Liga    | 94    | 46     | 23             | 4              | 5             | 0             | 122   | 50     |
|                | Łącznie | Łącznie          | 181   | 64     | 23             | 4              | 5             | 0             | 209   | 68     |

### Reprezentacyjne
Na podstawie:
| Gole w reprezentacji | Gole w reprezentacji | Gole w reprezentacji | Gole w reprezentacji | Gole w reprezentacji | Gole w reprezentacji | Gole w reprezentacji | Gole w reprezentacji      |
| Lp.                  | Data                 | Miasto               | Przeciwnik           | Wynik                | Gole                 | Inne                 | Rozgrywki                 |
| -------------------- | -------------------- | -------------------- | -------------------- | -------------------- | -------------------- | -------------------- | ------------------------- |
| 1.                   | 31.03.2021           | Erywań               | Rumunia              | 3:2 (0:0)            | 56'                  | asysta               | Eliminacje MŚ 2022        |
| 2.                   | 04.06.2022           | Erywań               | Irlandia             | 1:0 (0:0)            | 74'                  |                      | Liga Narodów UEFA 2022/23 |
| 3.                   | 27.09.2022           | Dublin               | Irlandia             | 2:3 (0:1)            | 73'                  |                      | Liga Narodów UEFA 2022/23 |
| 4.                   | 17.10.2023           | Strumica             | Macedonia Północna   | 1:3 (0:1)            | 90+4'                |                      | mecz towarzyski           |
| 5.                   | 07.09.2024           | Erywań               | Łotwa                | 4:1 (2:1)            | 86'                  |                      | Liga Narodów UEFA 2024/25 |

## Sukcesy
Na podstawie:

### Indywidualne
- Piłkarz Roku Armenii 2022